# Dmitrij Jurjevics Kondratyjev
Dmitrij Jurjevics Kondratyjev Dr. (oroszul: Дмитрий Юрьевич Кондратьев; Irkutszk, Irkutszki terület, 1969. május 25.–) orosz űrhajós, ezredes.

## Életpálya
A Volgográdi Repülő Iskolán (VVAUL) 1990-ben szerzett mérnök-pilóta oklevelet. Katonai beosztásai pilóta, vezető pilóta, csoportvezető pilóta. Szolgálati repülőgépe a MiG–29-es volt. 2000-ben a Moszkvai Állami Egyetem gazdasági, informatikai és statisztikai ismeretekből diplomázott. 2004-ben a Repülő Akadémián magasabb katonai ismereteket kapott. 2012-ben közgazdaságtanból megvédte kandidátusi címét.
1997. július 28-tól részesült űrhajóskiképzésben a Lyndon B. Johnson Űrközpontban, valamint a Jurij Gagarin Űrhajós Kiképző Központban. Egy űrszolgálata alatt összesen 159 napot, 7 órát, 17 percet és 15 másodpercet töltött a világűrben. Szolgálata alatt két űrsétát (kutatás, szerelés) végzett, összesen 10 órát és 12 percet töltött az Nemzetközi Űrállomáson (ISS) kívül. Űrhajós pályafutását 2012. július 25-én fejezte be.

## Űrrepülések
Szojuz TMA–20 parancsnoka/ISS parancsnok. Összesen 159 napot, 7 órát, 17 percet és 15 másodpercet töltött a világűrben. Kettő űrsétán összesen 10 órát és 12 percet töltött az ISS fedélzetén kívül

### Tartalék személyzet
- STS–111 az Endeavour űrrepülőgép fedélzeti mérnöke
- Szojuz TMA–15 parancsnoka
- Szojuz TMA–19 parancsnoka

## Kitüntetések
- Megkapta az Arany Csillag kitüntetést.